# Mahmoud Abdul-Rauf
Mahmoud Abdul-Rauf, nato Chris Wayne Jackson (Gulfport, 9 marzo 1969), è un ex cestista statunitense, professionista nella NBA e in Europa.
Il suo cambio di nome, da Chris Jackson a Mahmoud Abdul-Rauf, avvenne nel 1993.

## Carriera
Cresciuto in povertà, non frequentò la quarta elementare e fu successivamente inserito in classi di educazione speciale. Egli soffriva di una forma moderata di sindrome di Tourette la quale però non venne diagnosticata fino all'età di 17 anni.
A livello universitario trascorse due stagioni presso la Louisiana State University. Nonostante fosse una matricola del primo anno, già alla sua terza partita per l'ateneo arrivò a realizzare 48 punti contro Louisiana Tech University, mentre due partite più tardi ne realizzò 53 contro University of Florida. Al termine di quell'annata, i suoi 30,2 punti a partita divennero un record NCAA per media punti ottenuta da un giocatore al primo anno. L'anno seguente lo chiuse con 27,8 punti a gara. In questo biennio riuscì a segnare 50 o più punti in quattro occasioni, e 40 o più punti in undici occasioni. In entrambe le stagioni venne premiato come miglior giocatore della Southeastern Conference ed inserito nel primo quintetto NCAA All-America.
Queste prestazioni lo portarono ad essere la terza scelta assoluta del draft NBA 1990, chiamato dai Denver Nuggets. Nella stagione di esordio in NBA, in 22,5 minuti a partita ebbe medie pari a 14,1 punti e 3,1 assist a partita, venendo incluso nel secondo quintetto NBA All-Rookie Team dietro a Kendall Gill. Dopo una seconda stagione da 10,3 punti di media in 19,0 minuti a gara, nel 1992-1993 aumentò i propri numeri segnando 19,2 punti in 33,5 minuti di media, cifre che gli consentirono di vincere il premio di giocatore NBA più migliorato di quell'anno (NBA Most Improved Player Award).
Nel giugno 1993 annunciò la scelta di cambiare nome da Chris Jackson a Mahmoud Abdul-Rauf. Due anni prima, nel 1991, si era convertito alla fede islamica.
Nel 1993-1994 sfiorò il record NBA di tutti i tempi per precisione ai tiri liberi quando concluse con il 95,6% dalla lunetta, contro il 95,8% stabilito da Calvin Murphy nel 1980-1981. Nel 1995-1996 fece nuovamente registrare 19,2 punti di media a partita, come tre anni prima. Durante questa stagione mise a segno i suoi nuovi career high in una singola partita sia in termini di assist (20, nella vittoria del 15 novembre 1995 a Phoenix nella quale aggiunse anche 30 punti) che in termini di punti (51, nella vittoria del 7 dicembre 1995 sul campo degli Utah Jazz frutto di un suo 17/27 dal campo con 9/14 da tre e 8/8 ai liberi).
Nel marzo 1996 un suo gesto fece scaturire numerose polemiche quando, prima di una partita, decise di rifiutarsi di alzarsi in piedi per ascoltare l'inno statunitense, dichiarando poi di considerare la bandiera a stelle e strisce un simbolo di tirannia e oppressione. Ciò lo portò ad essere sospeso per una gara e multato dalla NBA. Tre mesi più tardi venne scambiato dai Nuggets ai Sacramento Kings in cambio di Šarūnas Marčiulionis e di una seconda scelta al draft 1996. Al primo anno con i Kings siglò 13,7 punti in 28,4 minuti a partita, mentre al secondo anno perse del tutto il posto da titolare tanto da non essere mai schierato come partente in nessuna delle 31 apparizioni stagionali, nelle quali mise a referto 7,3 punti in 17,1 minuti di media.
Nell'estate 1998 approdò in Turchia per una parentesi al Fenerbahçe la quale si rivelò però breve, poiché a inizio novembre lasciò il paese. Il 22 giugno 1999 annunciò il ritiro dal basket giocato dichiarando di non aver più passione per il gioco, ma nell'agosto 2000 firmò con la franchigia canadese NBA dei Vancouver Grizzlies, con cui giocò quelle che furono le ultime 41 partite della sua carriera NBA realizzando 6,5 punti in 11,9 minuti a gara.
Dopo un periodo di inattività durato oltre due anni, nel dicembre 2003 tornò a giocare oltreoceano con il tesseramento da parte del club russo dell'Ural Great Perm', squadra che nell'aprile seguente vinse la Coppa di Russia battendo il CSKA Mosca.
Il 21 ottobre 2004, trentacinquenne, Abdul-Rauf diventò ufficialmente un giocatore del Roseto Basket, debuttando tre giorni dopo nel derby vinto contro Teramo valido per la sesta giornata. Nel corso della stagione divenne cardine di quello che nella cittadina abruzzese venne comunemente definito come "il Roseto più forte di sempre", grazie anche ai suoi 18,7 punti di media che trascinarono la squadra al settimo posto in Serie A, il miglior piazzamento di sempre nella storia della società biancoblù. A circa dieci anni di distanza da quell'annata, il 27 febbraio 2015, Abdul-Rauf tornò al PalaMaggetti per partecipare alla cerimonia di ritiro della sua maglia numero 5.
In vista della stagione 2005-2006 si accordò con Udine, ma un infortunio al tendine d'Achille indusse la società friulana a rinunciare al suo ingaggio già ad agosto, prima ancora del suo arrivo dagli Stati Uniti.
Dichiarò poi il ritiro, ma ritornò nuovamente in attività nel 2006-2007 quando accettò l'offerta dell'Aris Salonicco. Quindi le ultime due esperienze da giocatore della sua carriera, rispettivamente in Arabia Saudita e Giappone.

## Statistiche

### College
| Anno      | Squadra    | PG | PT | MP   | TC%  | 3P%  | TL%  | RP  | AP  | PRP | SP  | PP   |
| --------- | ---------- | -- | -- | ---- | ---- | ---- | ---- | --- | --- | --- | --- | ---- |
| 1988-1989 | LSU Tigers | 32 | 32 | 36,9 | 48,6 | 38,9 | 81,5 | 3,4 | 4,1 | 1,7 | 0,2 | 30,2 |
| 1989-1990 | LSU Tigers | 32 | 32 | 37,6 | 46,1 | 35,8 | 91,0 | 2,5 | 3,2 | 1,6 | 0,0 | 27,8 |
| Carriera  | Carriera   | 64 | 64 | 37,2 | 47,4 | 37,2 | 86,3 | 3,0 | 3,6 | 1,7 | 0,1 | 29,0 |

### NBA

#### Regular Season
| Anno      | Squadra             | PG  | PT  | MP   | TC%  | 3P%  | TL%   | RP  | AP  | PRP | SP  | PP   |
| --------- | ------------------- | --- | --- | ---- | ---- | ---- | ----- | --- | --- | --- | --- | ---- |
| 1990-1991 | Denver Nuggets      | 67  | 19  | 22,5 | 41,3 | 24,0 | 85,7  | 1,8 | 3,1 | 0,8 | 0,1 | 14,1 |
| 1991-1992 | Denver Nuggets      | 81  | 11  | 19,0 | 42,1 | 33,0 | 87,0  | 1,4 | 2,4 | 0,5 | 0,0 | 10,3 |
| 1992-1993 | Denver Nuggets      | 81  | 81  | 33,5 | 45,0 | 35,5 | 93,5  | 2,8 | 4,2 | 1,0 | 0,1 | 19,2 |
| 1993-1994 | Denver Nuggets      | 80  | 78  | 32,7 | 46,0 | 31,6 | 95,6* | 2,1 | 4,5 | 1,0 | 0,1 | 18,0 |
| 1994-1995 | Denver Nuggets      | 73  | 43  | 28,5 | 47,0 | 38,6 | 88,5  | 1,9 | 3,6 | 1,1 | 0,1 | 16,0 |
| 1995-1996 | Denver Nuggets      | 57  | 53  | 35,6 | 43,4 | 39,2 | 93,0* | 2,4 | 6,8 | 1,1 | 0,1 | 19,2 |
| 1996-1997 | Sacramento Kings    | 75  | 51  | 28,4 | 44,5 | 38,2 | 84,6  | 1,6 | 2,5 | 0,7 | 0,1 | 13,7 |
| 1997-1998 | Sacramento Kings    | 31  | 0   | 17,1 | 37,7 | 16,1 | 100   | 1,2 | 1,9 | 0,5 | 0,0 | 7,3  |
| 2000-2001 | Vancouver Grizzlies | 41  | 0   | 11,9 | 48,8 | 28,6 | 75,9  | 0,6 | 1,9 | 0,2 | 0,0 | 6,5  |
| Carriera  | Carriera            | 586 | 336 | 26,7 | 44,2 | 35,4 | 90,5  | 1,9 | 3,5 | 0,8 | 0,1 | 14,6 |

#### Playoffs
| Anno     | Squadra        | PG | PT | MP   | TC%  | 3P%  | TL%  | RP  | AP  | PRP | SP  | PP   |
| -------- | -------------- | -- | -- | ---- | ---- | ---- | ---- | --- | --- | --- | --- | ---- |
| 1994     | Denver Nuggets | 12 | 12 | 28,3 | 37,0 | 32,4 | 93,5 | 1,5 | 2,5 | 0,4 | 0,1 | 12,9 |
| 1995     | Denver Nuggets | 3  | 2  | 25,3 | 36,4 | 16,7 | 100* | 1,7 | 1,7 | 0,7 | 0,0 | 13,3 |
| Carriera | Carriera       | 15 | 14 | 27,7 | 36,9 | 28,6 | 95,6 | 1,5 | 2,3 | 0,5 | 0,1 | 13,0 |

## Palmarès

### Squadra
- Coppa di Russia: 1

Ural Great Perm': 2003-2004

### Individuale
- McDonald's All-American Game (1988)
- 2 volte NCAA AP All-America First Team (1989, 1990)
- NBA Most Improved Player (1993)
- NBA All-Rookie Second Team (1991)
- 2 volte miglior tiratore di liberi NBA (1994, 1996)